# بني صالح (بني صالح)
بني صالح هي إحدى مشيخات المملكة المغربية، تتبع جغرافيا لإقليم شفشاون وإداريًا لبني صالح. يقدر عدد سكانها بـ 9662 نسمة حسب الإحصاء الرسمي للسكان والسكنى لسنة 2004.